# Tancred de Sicília

Escut de la Casa d'Hauteville a Sicília.

Tancred de Sicília o Tancred de Lecce (c. 1138, Lecce - † 20 de febrer de 1194, Palerm) fou comte de Lecce del 1149 al 1154 i del 1169 al 1194 i després rei de Sicília des del 1189 fins al 1194.

## Biografia
Era fill il·legítim de Roger de la Pulla, fill gran de Roger II de Sicília, i d'Emma, germana d'Acard II de Lecce. Va heretar el títol de comte de Lecce del seu avi, i en conseqüència sovint és al·ludit com Taó. El 1189 Tancred es va rebel·lar i va prendre el control de l'illa, i va ser coronat com Tancred I de Sicília a principis del 1190. El seu cop va tenir el suport del canceller Mateu d'Ajello i de l'oficialia, mentre que les reclamacions del seu rival, la filla de Roger II, Constança I i el seu marit, Enric VI, rei dels romans, van tenir el suport de la majoria dels nobles.
Tancred va ser conegut per ser un bon soldat, tot i que el poeta cronista Pere d'Eboli li va posar el malnom de «Tancredulus», diminutiu en llatí de Tancred, per la seva baixa estatura. Malgrat tenir un cert suport popular, el seu govern va haver d'afrontar grans desafiaments des del començament. El 1190 Ricard I d'Anglaterra va arribar a Sicília al cap d'un gran exèrcit croat en el seu camí cap a Terra Santa. Ricard immediatament va demanar l'alliberament de la seva germana Joana d'Anglaterra, empresonada per Tancred el 1189, juntament amb cada penic del seu dot i herència. També va insistir que Tancred complís els seus compromisos financers fets per Guillem II a la Tercera Croada. Quan Tancred va resistir-se a aquestes demandes, Ricard va capturar un monestir i el castell de La Bagnara.
Ricard va unir-se a Sicília amb l'exèrcit croat francès, encapçalat per Felip II de França. La presència de dos exèrcits estrangers va causar el descontentament entre els sicilians. L'octubre, el poble de Messina va rebel·lar-se, demanant que els estrangers abandonessin l'illa. Ricard va respondre atacant el poble, que fou conquerit el 4 d'octubre del 1190. Després que la ciutat hagués estat saquejada i cremada, Ricard va establir-hi la seva base i va decidir quedar-s'hi aquell hivern. Va romandre a Messina fins al març de 1191, quan Tancred per fi va accedir a concertar un tractat, que va tenir els termes següents: 
- Joana seria alliberada, rebent la seva herència així com el dot que el seu pare li havia donat per la defunció de Guillem.
- Ricard i Felip reconeixien Tancred com a rei legal de Sicília i juraven tots tres guardar la pau entre els seus regnes.
- Ricard proclamava oficialment el seu nebot Artur I de Bretanya, fill pòstum de Geoffroi, el seu hereter i Tancred prometia casar-se amb una de les seves filles quan Artur arribés a la majoria d'edat.

Després de signar el tractat, Ricard i Felip van partir de Sicília cap a Terra Santa.
Després d'haver-se desempallegat dels croats, Tancred va enfrontar-se a una amenaça procedent del nord. L'abril del 1191, a Roma, Enric i Constança havien estat coronats emperadors pel Papa Celestí III, i llavors la parella va tornar al sud per reclamar el regne de Sicília en nom de Constança, que era la filla pòstuma de Roger II i de la seva tercera dona, Beatriu de Rethel, i per consegüent l'heretera legítima al tron.
Constança va acompanyar el seu marit al cap d'un considerable exèrcit imperial que va entrar al regne. Les ciutats del nord del regne van obrir les portes a Enric, àdhuc les fortaleses normandes de Càpua i Aversa. Salern, que fou la principal capital de Roger II, va fer córrer la veu que Enric era benvingut i va invitar Constança a quedar-se a l'antic palau del seu pare perquè evités la calor de l'estiu. Nàpols fou la primera a oferir resistència a la campanya, suportant el setge amb l'ajuda de la flota de Margaritone de Bríndisi, fins que gran part de l'exèrcit va caure per la malària. Al final l'exèrcit imperial fou forçat a retirar-se totalment del regne. Constança va quedar-se a Salern amb una petita guarnició, com a senyal que Enric hi tornaria aviat.
Quant a Enric, va retirar-se amb la major part de l'exèrcit imperial, les ciutats que teòricament havien recaigut a l'imperi, immediatament van declarar la seva lleialtat a Tancred, perquè la majoria tenien por que les castigués. El poble de Salern va veure l'oportunitat de guanyar el favor de Tancred i van arrestar Constança a Messina i conduïda a Palerm, un premi important car Enric tenia intenció de tornar-hi. Tanmateix, Tancred estava disposat a prescindir de l'avantatge de la seva negociació, és a dir, l'emperadriu, a canvi que el Papa Celestí III el legitimés com a rei de Sicília. Al seu torn, el Papa tenia l'esperança que aconseguint el viatge de retorn de Constança a Roma, Enric tindria millor disposició envers el papat, i també esperava que l'imperi i el regne es mantinguessin units. Tanmateix, els soldats imperials van poder intervenir abans que Constança tornés a Roma, i la van tornar sense perill a través dels Alps.
Enric havia deixat guarnicions al llarg de les fronteres del regne. Tancred va tractar de guanyar-se les ciutats amb considerables concessions de privilegis. A Gravina, el juny de 1192, va reforçar el seu suport al Papa lliurant-li un membre de la família reial de Sicília. El 1192 i el 1193 va liderar personalment campanyes reeixides contra els barons de la Pulla. Però pocs dies després, quan va morir a Palerm el 20 de febrer de 1194, va obrir el camí al govern dels Hohenstaufen a Sicília.
La seva dona Sibil·la d'Acerra va establir la regència del seu segon fill Guillem III de Sicília, però després Enric VI va tornar a Itàlia, aquell any, amb el seu exèrcit finançat pel lucratiu rescat de Ricard I. Nàpols es va rendir al maig, gairebé sense lluitar, i la resta del regne va fer el mateix poc després. Sibil·la i el lleial Margaritone van preparar la defensa de Palerm, però els seus habitants van admetre l'emperador el 20 de novembre de 1194. La família de Tancred va caure en mans d'Enric, i les llegendes diuen que Guillem III, castrat i cec, va morir a Alemanya el 1198, l'últim rei normand de Sicília.